# Ali Reza Habibi
Ali Reza Habibi (* 21. September 1985) ist ein ehemaliger iranischer Leichtathlet, der sich auf den Dreisprung spezialisiert hat.

## Sportliche Laufbahn
Erste internationale Erfahrungen sammelte Ali Reza Habibi vermutlich im Jahr 2004, als er bei den erstmals ausgetragenen Hallenasienmeisterschaften in Teheran mit einer Weite von 15,66 m den vierten Platz im Dreisprung belegte. Anschließend belegte er bei den Juniorenasienmeisterschaften in Ipoh mit 15,63 m den fünften Platz und schied dann bei den Juniorenweltmeisterschaften in Grosseto mit 15,36 m in der Qualifikationsrunde aus. Im Jahr darauf gewann er bei den Westasienspielen in Doha mit 15,90 m die Bronzemedaille hinter dem Syrer Mohammad Hazzory und Ibrahim Mohamedin aus Katar. Zudem belegte er mit 7,36 m den vierten Platz im Weitsprung. 2007 gelangte er bei den Asienmeisterschaften in Amman mit 7,33 m auf den elften Platz im Weitsprung und brachte anschließend bei der Sommer-Universiade in Bangkok keinen gültigen Versuch zustande. 2010 belegte er bei den Hallenasienmeisterschaften in Teheran mit 15,44 m den siebten Platz im Dreisprung und 2012 siegte er mit 7,38 m bei den Westasienmeisterschaften in Abu Dhabi. 2013 beendete er seine aktive sportliche Karriere im Alter von 28 Jahren.
2004 wurde Habibi iranischer Hallenmeister im Dreisprung.

## Persönliche Bestleistungen
- Weitsprung: 7,72 m, 23. August 2013 in Teheran
  - Weitsprung (Halle): 7,41 m, 22. Februar 2007 in Teheran
- Dreisprung: 16,20 m, 19. Mai 2005 in Schiras
  - Dreisprung (Halle): 15,78 m, 17. Februar 2011 in Maschhad